# Fūka Nishihira
Fūka Nishihira (西平 風香 Nishihira Fūka?) (Kanagawa, Japón; 11 de enero de 1992) es una actriz japonesa. Hasta el 2016 estuvo representada por Platinum Production.

## Biografía
Fūka ingresó a la industria del entretenimiento en el 2009, luego de ser descubierto por Platinum Production. En marzo del 2010, Nishihira fue incluida en Miss Magazine's Best 16 of 2010.

## Filomografía

### Película
| Año  | Título                                                           | Rol              |
| ---- | ---------------------------------------------------------------- | ---------------- |
| 2009 | Kaki "Hibiki × Momoko-hen"                                       | Hiroko Watanabe  |
| 2012 | Kamen Rider × Super Sentai: Super Hero Taisen                    | Miho Nakamura    |
| 2012 | Tokumei Sentai Go-Busters the Movie: Protect the Tokyo Enetower! | Miho Nakamura    |
| 2013 | Tokumei Sentai Go-Busters vs. Kaizoku Sentai Gokaiger: The Movie | Miho Nakamura    |
| 2013 | Kamen Rider × Super Sentai × Space Sheriff: Super Hero Taisen Z  | Miho Nakamura    |
| 2015 | Strobe Edge                                                      |                  |
| 2015 | Shiromajo Gakuen                                                 | Misaki Tachibana |

### Drama en televisión
| Año               | Título                    | Rol           | Red      |
| ----------------- | ------------------------- | ------------- | -------- |
| 2010              | Tensou Sentai Goseiger    |               | TV Asahi |
| 2010              | Q10                       | Kyoko Shibata | NTV      |
| 2011              | Misaki Number One!        | Akako Makino  | NTV      |
| Ariadne no Dangan | Miho Sato                 | KTV           |          |
| 2012              | Tokumei Sentai Go-Busters | Miho Nakamura | TV Asahi |
| 2012              | Future Diary              |               | Fuji TV  |
| 2013              | 49                        |               | NTV      |
| 2014              | Shinigami-kun             |               | TV Asahi |
| 2015              | Flowers for Algernon      | Rin           | TBS      |
| 2016              | Keiji 7-ri: Dai 2 Series  | Yuri Shinada  | TV Asahi |